# Кокс, Лара
Ла́ра Джейн Кокс (англ. Lara Jane Cox; 6 марта 1978, Канберра, Австралия) — австралийская актриса и фотомодель.

## Карьера
Лара снимается в кино с 1996 года. Наиболее известна ролью Линды Денман из телесериала H2O: Просто добавь воды, в котором она снималась в 2006 году.
До того как стать актрисой она была моделью.

## Избранная фильмография
| Год       |   | Русское название               | Оригинальное название | Роль                |
| --------- | - | ------------------------------ | --------------------- | ------------------- |
| 1998—1999 | с | Домой и в путь                 | Home and Away         | Бьянка Зебоат       |
| 1999—2002 | с | Затерянный мир                 | The Lost World        | Финн                |
| 2001      | с | Повелитель зверей (телесериал) | BeastMaster           | Марика              |
| 2005      | с | Большая волна (телесериал)     | Blue Water High       | Эрика               |
| 2006      | с | H2O: Просто добавь воды        | H2O: Just Add Water   | доктор Линда Денман |
| 2017      | с | Домой и в путь                 | Home and Away         | Куин Джексон        |